# هيلا
هيلا (بالفنلندية: Hella)‏ هي موسيقية فنلندية، ولدت في 2 يناير 1985 في فنلندا.

## وصلات خارجية
- هيلا على موقع ميوزك برينز (الإنجليزية)
- هيلا على موقع ديسكوغز (الإنجليزية)